# Hemiscyllium galei
Hemiscyllium galei is een in 2008 voor het eerst beschreven epaulethaai uit het geslacht Hemiscyllium uit de familie Hemiscylliidae, orde bakerhaaien (Orectolobiformes). Deze haai komt waarschijnlijk alleen voor in de Cenderawasihbaai in de provincie West-Papoea van Indonesië (tot 1962 de Geelvinkbaai van Nederlands-Nieuw-Guinea). De vis leeft in ondiepten (2- 4 m meter) en stranden rondom koraalriffen, waar hij zich overdag schuil houdt. Deze epaulethaai kan 57 cm lang worden.